# 美徳の勝利
『美徳の勝利』（びとくのしょうり、伊: Trionfo della Virtù, 英: Triumph of Virtue）あるいは『美徳の園から悪徳を追い出すミネルヴァ』（びとくのそのからあくとくをおいだすミネルヴァ、伊: Minerva scaccia i Vizi dal giardino della Virtù,英: Minerva Expelling the Vices from the Garden of Virtue）は、ルネサンス期のイタリアの巨匠アンドレア・マンテーニャが1502年に制作した絵画である。テンペラ画。マントヴァ侯爵妃イザベラ・デステの書斎を装飾するために制作された絵画の1つで、様々な悪徳に対する美徳の勝利の寓意としての女神アテナ（ローマ神話のミネルヴァ）を描いている。ゴンザーガ家、リシュリュー枢機卿のコレクションを経て、現在はパリのルーヴル美術館に所蔵されている。

## 制作経緯
絵画はマントヴァのドゥカーレ宮殿の一部であるサン・ジョルジョ城のイザベラ・デステの書斎の装飾のための連作絵画の第2作目として発注された。第1作は同じくマンテーニャの『パルナッソス』であり、本作品に続いてペルジーノの『愛欲と純潔の戦い』（Lotta tra Amore e Castità）、ロレンツォ・コスタの『調和の王国のイザベラ・デステ（あるいはイザベラ・デステの戴冠の寓意）』（Isabella d'Este nel regno di Armonia, o Allegoria dell'incoronazione di Isabella d'Este）と『コモスの治世』（Regno di Como）が制作された。1502年に制作を完了するための絵具の発注書が文書化された。1506年に死去したときマンテーニャは3作目の祝祭の神コモスを主題とする絵画に取り組んでいた。
寓意的な価値観に富んだ複雑な図像プログラムは、おそらくイザベラ・デステの詩人であり助言者であるパリーデ・ダ・チェレザーラから提供された。作品の文学的出典はフランチェスコ・コロンナの作で1499年にヴェネツィアで出版された『ポリフィロの夢』とジョヴァンニ・ボッカッチョの『異邦人の神々の系譜』（De genealogia deorum）で特定されている。

## 作品

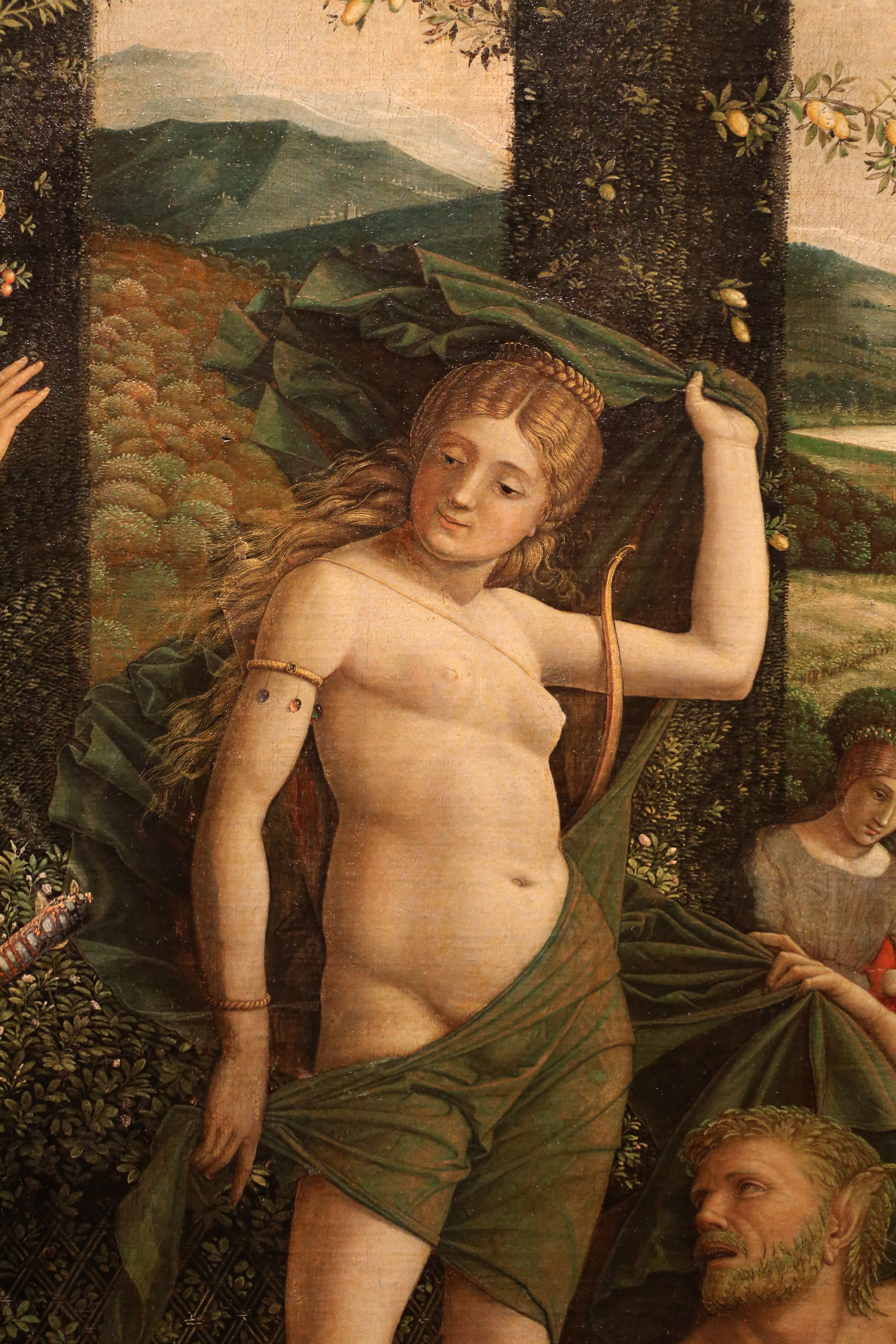
騒ぎの中で穏やかな表情のヴィーナス。

絵画は多数の寓意的な登場人物が密集した「古代の物語」を表しており、それぞれが何を表すかは多数の文章によって容易に分かるが、すべての要素が一意的に解釈されているわけではない。舞台は緑のアーチに囲まれた庭園に設定されており、その向こう側には空気遠近法に従って霞の中へ傾斜する遠くの風景が見え、右側には大きな石のブロックを積み上げた壁が立っている。この場所は悪徳によって占領された美徳の象徴的な庭園であり、悪徳は庭園を沼に変えている。構図はすべての人物像を組み込んで彼らの動く勢いを抑制しているように見える、硬い三角形のパターンで設定されている。
画面左側では、人間の精神の知的才能の象徴である女神ミネルヴァが甲冑と兜を身に着け、彼女であるとはっきり分かる赤い槍（勝利の象徴として壊れている）と盾を両手に装備して、庭園内に踏み込んでいる。女神は険しい顔つきで、空を飛ぶキューピッドのグループ、すなわち肉欲の愛を追い求める者たちを追い払おうとしている。彼らの一部は背景を飛行しているが、《欺瞞》の象徴であるメンフクロウとフクロウの仮面で頭部を覆っている。ミネルヴァの前方にはそれぞれ女神ディアナおよび《貞操》の擬人像として解釈されている、弓と矢で武装した女性像と、点火されてないトーチを両手で持っている女性像がいる。
最初に狩られるのは縞模様の山羊の脚を持つサテュロスの母親で、3人の子供を抱きかかえ、1人の子供を手で引いているが、彼女の役割は明瞭ではない。その代わりに庭から離れて湖に向かって移動している一連の悪徳はほとんどがカルトゥーシュで識別できる。ミネルヴァのすぐ下の沼の土手には、オウィディウスの『愛の療法』（Remedia Amoris）の1節「OTIA SI TOLLAS / PERIERE / CVPIDINISARCVS」（「怠惰を取り除くと、キューピッドの弓は滅びる」の意）が記された碑文がある。さらにその横に老婆の姿をした《怠惰》が見える。彼女は自分で行動できないために両腕がなく、破れたシャツを着た《無気力》のロープによって引っ張られて移動している。その先では《不滅の憎しみ、詐欺と悪意》である巨大な猿の人物像が悪（Mala）、より一層の悪（Peiora）、最悪の悪（Pessima）の種が入った4つの袋を肩に乗せている。この人物像は右の脇の下に2つのタグが付いており、そのうちの1つだけが判読でき、おそらくギリシア語で嫉妬（Zελoσ）と記されている。
その次はケンタウロスによって運ばれる、地上のヴィーナスのグループである。彼らはともに欲望を象徴し、ヴィーナスはミネルヴァとは対照的に完全に穏やかな表情で、ケンタウロスの背中の上に立っている。その前方の背景部分に2本の燃える松明を持ったキューピッドと、うち1人がキューピッドの弓を持っている2人の服を着た女性がいる。悪徳はすべて裸で表されているので、彼女たちはおそらく再び庭園を取り戻した2つの美徳を表している。異形の頭を持ち、子供と動物の毛皮を腕に抱えた動物のように見えるサテュロスが何を表しているかは不明だが、『無知な人類の堕落の寓意』（Virtus Combusta）として知られるマンテーニャの素描に見い出すことができ、これにより地上のヴィーナスとの明らかな関係において、《色欲》または《性欲》と識別することが可能となった。
カルトゥーシュによって記述された最後のグループは《無知》であり、《忘恩》と《強欲》によって運ばれる、戴冠した肥大化した身体の裸の男として表されている。画面右上の空の雲に囲まれた場所から3人の人物像で表された枢要徳が地上を眺めている。画面左背景の崩落しそうな岩山や画面右の差し迫った壁など、いくつかの要素は説明されないままである。

## 来歴
イザベラ・デステは1519年に夫のフランチェスコ2世・ゴンザーガが亡くなった後、イザベラは絵画をドゥカーレ宮の1階の新しい書斎に移し、さらにコレッジョによる2つの寓意画『美徳の寓意』と『悪徳の寓意』を追加した。絵画はマントヴァ公爵フェルディナンド・ゴンザーガが死去した1627年頃に、書斎の他の連作絵画とともにフランスのリシュリュー枢機卿に寄贈された。1630年代には連作はポワティエ近くのリシュリュー城に飾られており、フランス革命までリシュリュー城に留まったのち、ルーヴル美術館に収蔵された。

## ギャラリー
ディテール

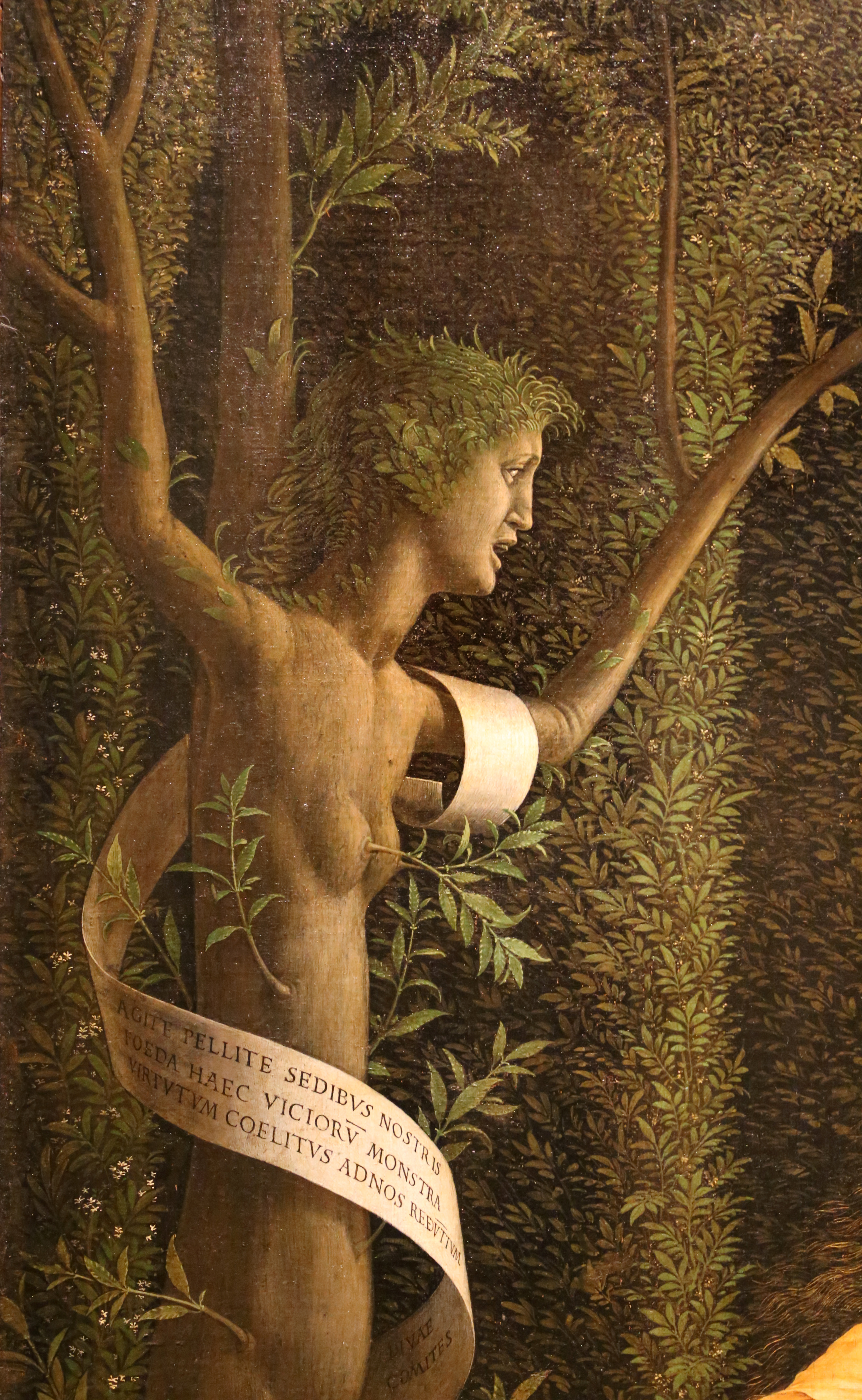
画面左端に立っている月桂樹に変身したダプネ
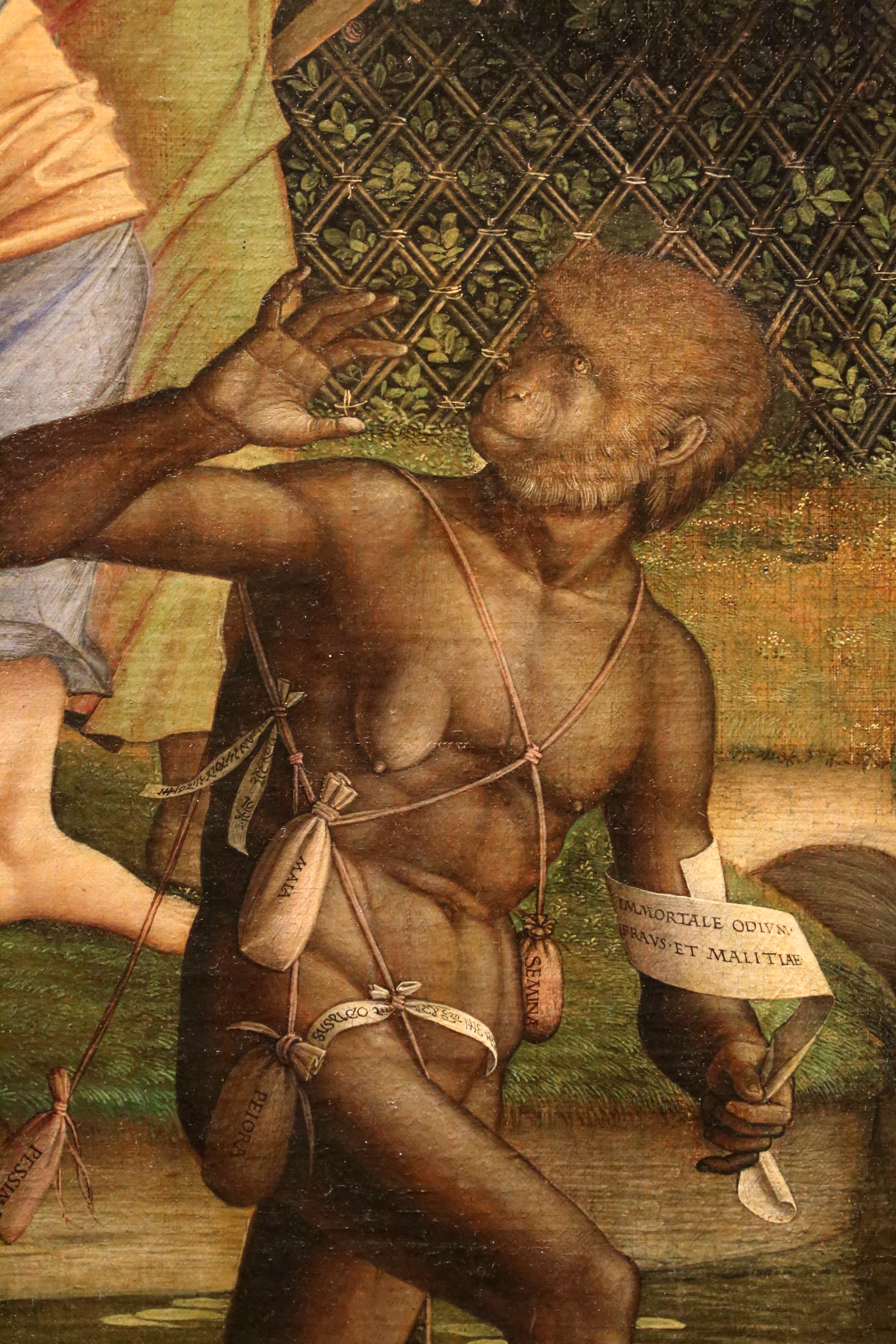
悪の種が入った袋を下げた猿の人物像
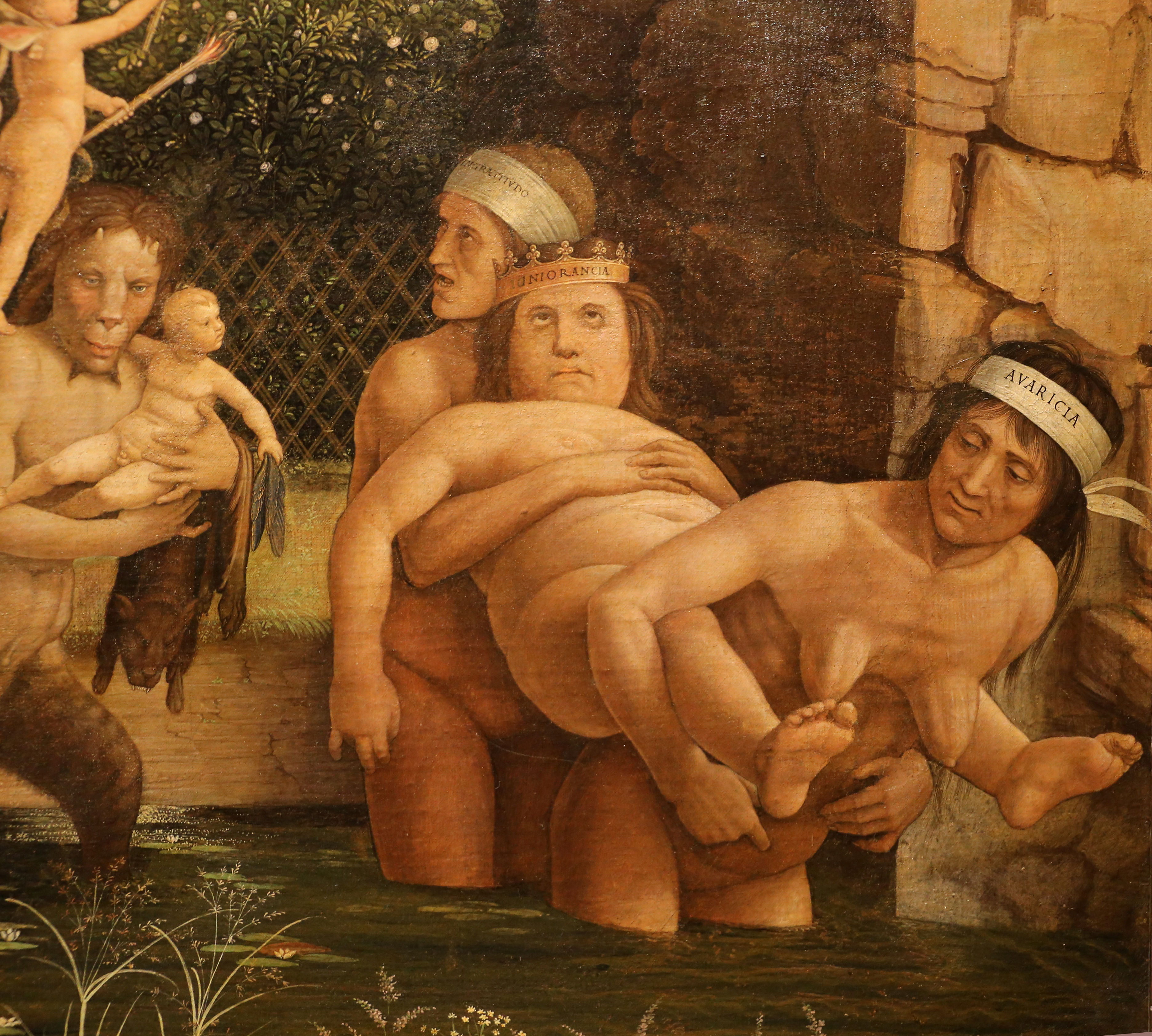
肥大化した無知
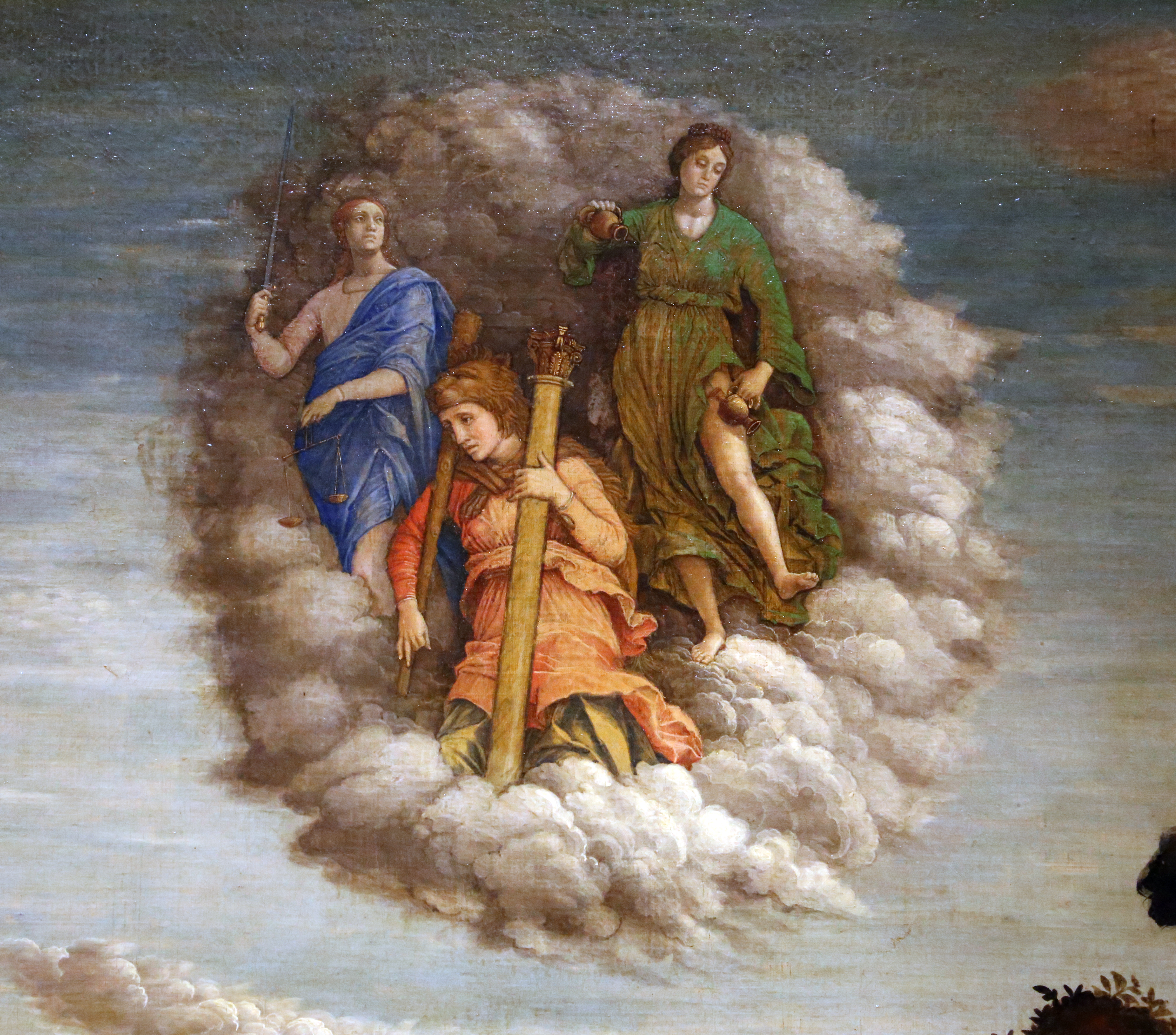
画面右上の枢要徳

他の連作

アンドレア・マンテーニャ『パルナッソス』
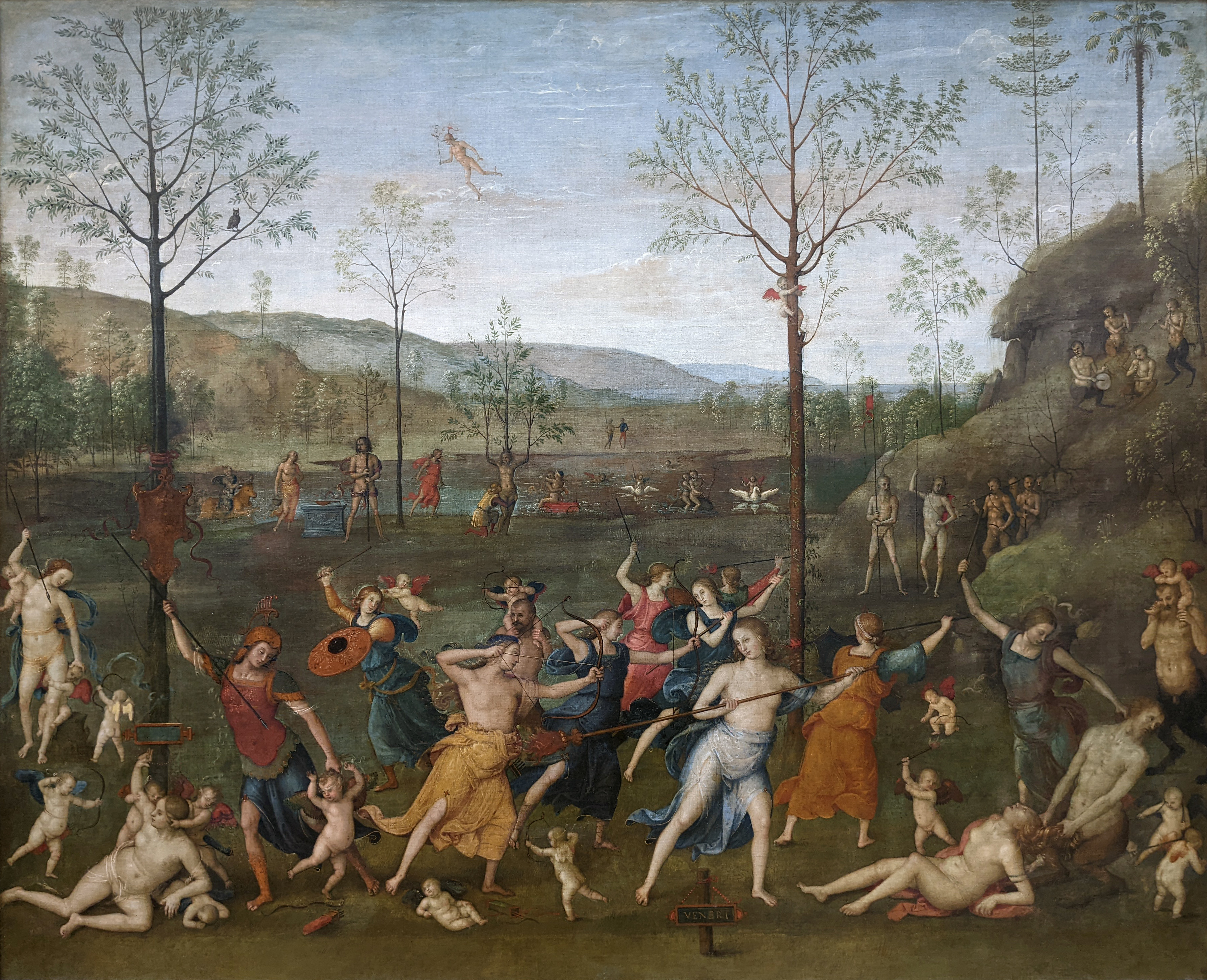
ピエトロ・ペルジーノ『愛欲と純潔の戦い』
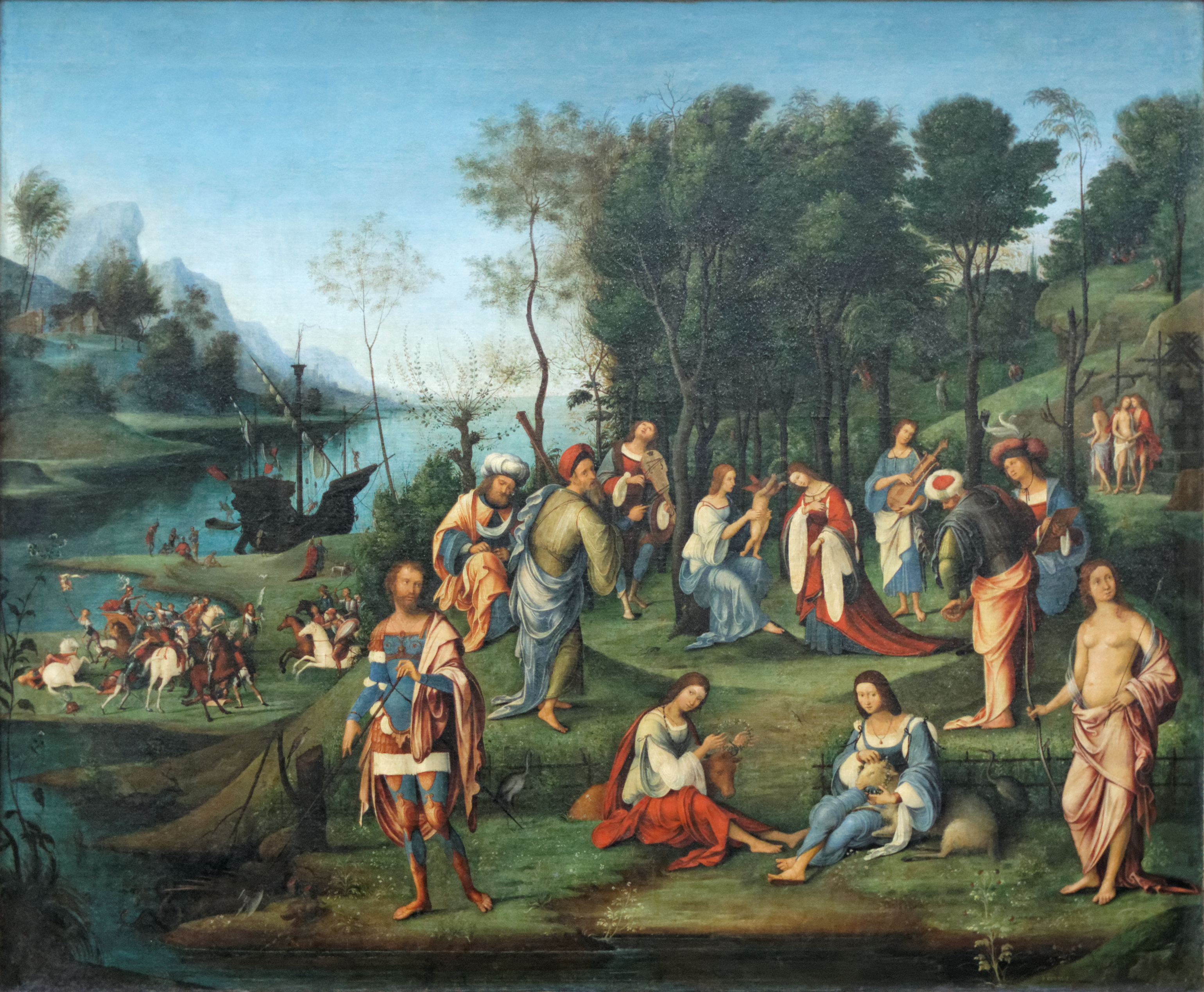
ロレンツォ・コスタ『調和の王国のイザベラ・デステ』
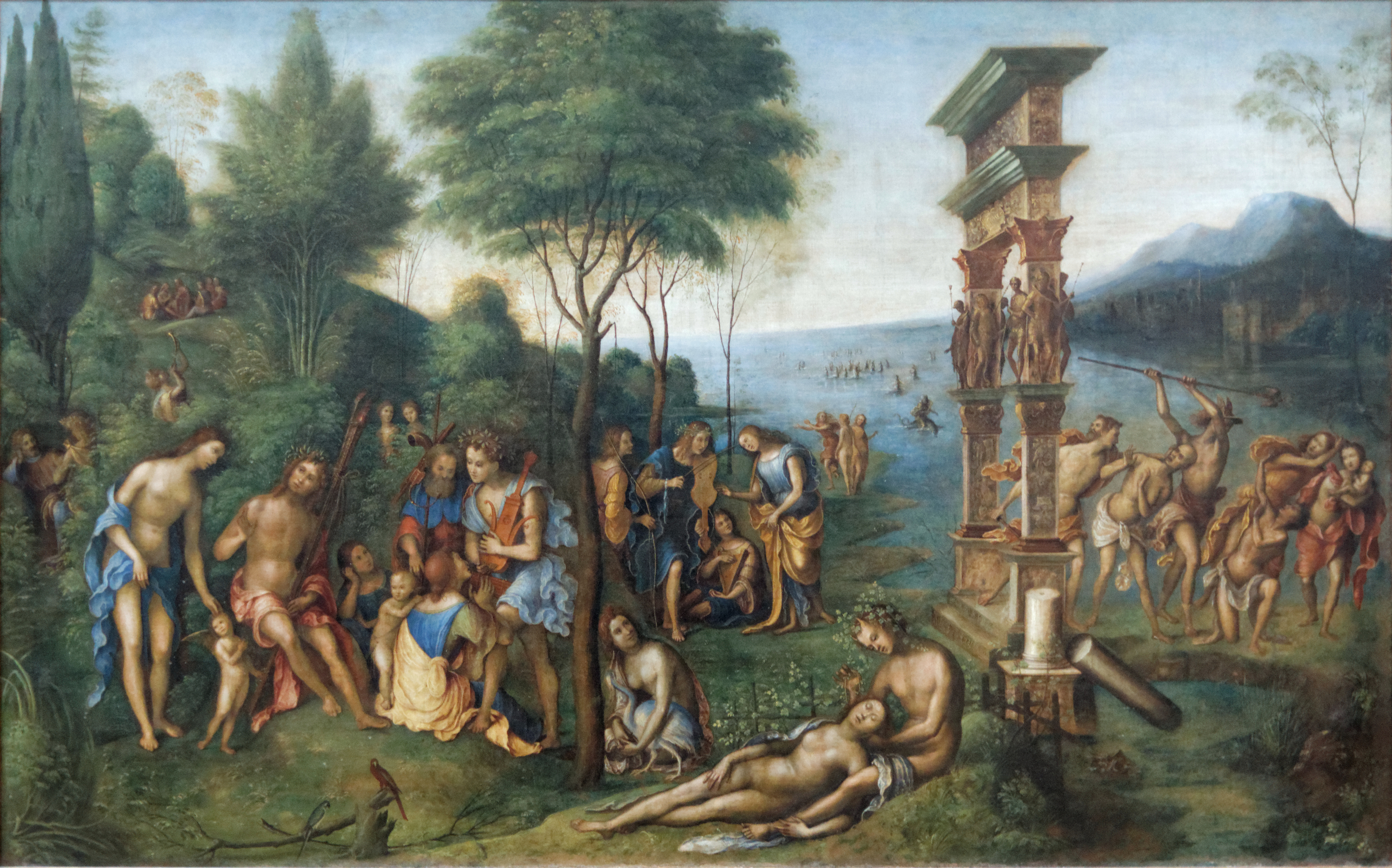
ロレンツォ・コスタ『コモスの治世』